# لکومپت (لوئیزیانا)
لکومپت (به انگلیسی: Lecompte) شهری در ایالت لوئیزیانا کشور ایالات متحده آمریکا است که جمعیت آن در سرشماری سال ۲۰۱۰ میلادی، ۱٬۲۲۷ نفر بوده‌است.